# Cardepia basilewskyi
Cardepia basilewskyi är en fjärilsart som beskrevs av Emilio Berio 1972. Cardepia basilewskyi ingår i släktet Cardepia och familjen nattflyn. Inga underarter finns listade i Catalogue of Life.